# نظریه سیما شناختی
بر اساس این نظریه ساختمان‌ها خواص سیما شناختی دارند که به‌طور مستقیم توسط مشاهده گر قابل دریافت است. این مشاهدات از نظریه گشتالت ادراک گرفته شده است.